# Nazgûl
Nazgûl (også kaldet Ringånderne eller bare de Ni) er en gruppe af onde mørkeriddere fra fantasy-romanen Ringenes Herre af den engelske forfatter J.R.R. Tolkien. De var ni menneskekonger, der hver blev skænket en af magtens ringe, og i deres begær efter magt faldt de hurtigt ind under Saurons kontrol, og på et tidspunkt i midten af Solens Anden Alder (SOAA) dukkede de for første gang op som de viljeløse ånder Nazgûl, Saurons loyale tjenere og viljeløse slaver. Deres eksistens afhang af Sauron og ringens eksistens. 

## Før Ringenes Herre
Nazgûl optræder først omkring SOAA, år 2251, ca. 700 år efter at ringene var blevet smedet. De var Saurons vigtigste og mest magtfulde tjenere, men efter at Sauron blev besejret ved afslutningen af SOAA, forsvandt også Nazgûl.
Omkring Solens Tredje Alder (SOTA) år 1100, opdager Istari, at en ond magt har slået sig ned i Dol Guldur - det viser sig at være Nazgûls næstkommanderende, Khamul. Omkring år 1300 optræder Nazgul igen åbenlyst og trænger ind i Angmar, og i år 1409 begyndte de at angribe Arnor. Nazguls anfører kaldes herefter "Heksekongen fra Angmar" eller bare "Heksekongen". Herefter er der næsten konstant krig mellem Angmars rige og Arnor, der langsomt går under og splittes op i flere enkelte riger. 
I "Slaget ved Fornost" blev Heksekongens styrker besejret af styrker fra Gondor og Kløvedal. Heksekongen flygtede og elveren Glorfindel udtalte den berømte spådom "ingen mand skal fælde ham".. Nazgûl-lederen drog herefter til Mordor og begyndte her at organisere Saurons styrker. I år 2000 belejrede de byen Minas Ithil, som de indtog efter to år og stjal tårnets palantir. Herefter kaldtes byen for Minas Morgul.
- År 2845: Dværgen Thrain tages til fange i Dol Guldur, og den sidste af dværgenes syv ringe tages fra ham.
- År 2850: Trænger Gandalf ind i Dol Guldur og opdager, at det var Sauron der holdt til der. I bøgerne sker dette ikke samtidigt med Bilbos rejse, sådan som det vises i filmen.

## Ringenes Herre
I år 3018 sender Sauron Nazgul ud for at hente Herskerringen, som Gollum har fortalt er at finde hos "Sækker" i "Herredet". De rider til Herredet og forfølger Frodo til Bukland, hvor de mister sporet af ham. De finder ham igen i landsbyen Bri, hvor det lykkes hobbitterne at skjule sig og undgå at blive overfaldet - dog rammes hobitten Meriadoc Brændebuk af rytternes "sorte ånde". De finder og angriber Frodo og hans venner på Vindhøj, hvor det lykkes dem at stikke Frodo med en morgul-kniv fyldt med trolddom. De jages væk af Aragorn, men forfølger igen Frodo indtil Vadestedet over floden "Bruinen". Her bliver de ramt af en magisk fremkaldt oversvømmelse, deres heste omkommer og de forsvinder for en tid.
Undervejs fra Herredet til Kløvedal passerer Frodo og hans venner Dyssehøje hvor de tages til fange af en dyssegæst. De befries og får nogle gamle våben fra dyssen - Tom Bombadil fortæller om disse våben: "disse klinger var smedet for mange år siden af mændene fra Vesternæs, de var Den sorte Herres fjender, men de blev overvundet af den onde konge i Carn Dum i landet Angmar" - den konge var netop Heksekongen.
I år 3019 dukker Nazgul op igen, nu ridende på "vingede bæster". Ringens Broderskab ser dem af og til passere højt oppe - første gang lykkes det Legolas at nedskyde en med sin bue fra Lorien. I filmen ser man Heksekongen (eller en anden Nazgûl) forsøge at få ringen fra Frodo i Osgiliath, men i bogen dukker Nazgul ikke op, mens Frodo er hos Faramir. Ringånderne nævnes også af og til af orker, der tydeligvis både beundrer og frygter Nazgûl.
Først ved slaget på Pelennorsletten viser Nazgûl deres fulde styrke. De forfølger Faramir og hans kompagni fra Osgiliath til Minas Tirith. Sidenhen udfordrer Heksekongen Gandalf direkte, men inden kampen kan indledes forstyrres han af Rohans hornsignaler.
Til sidst optræder Heksekongen i direkte kamp mod Meriadoc og prinsesse Éowyn af Rohan. Det lykkes Meriadoc at stikke Heksekongen i knæet med netop det sværd han fik på Dyssehøje. Dette gav Eowyn lejlighed til at give Heksekongen dødsstødet. Således blev han dræbt af en kvinde og en hobbit og derved var Glorfindels profeti opfyldt - at "ingen mand skal fælde ham". Både Meriadoc og Eowyn må efterfølgende en tur i lazarettet, fordi de er ramt af "den sorte ånde".
Nazgûl spiller herefter ikke nogen videre rolle i fortællingen. Da Sauron opdager, at Frodo er på vej for at smide Herskerringen i Dommedagsspalterne, sender han de resterende 8 Nazgul efter ham, men for sent. Ringen ødelægges da Gollum falder i Dommedagsspalterne, og herefter ødelægges både Sauron og bærerne af de ringe, der var underlagt Herskerringen.